# Diana (album)
Diana è il decimo album in studio della cantante statunitense Diana Ross, pubblicato il 22 maggio 1980 dalla Motown.
La Ross, non soddisfatta delle registrazioni effettuate con i produttori Nile Rodgers e Bernard Edwards, pretese di ricantare le parti vocali e rimuovere alcuni passaggi strumentali con il tecnico del suono Russ Terrana. I produttori Rodgers ed Edwards, su sollecitazione della Motown, pubblicarono la versione remixata del disco. L'album è considerato il più venduto di tutta la carriera della Ross.
I produttori Rodgers ed Edwards hanno lavorato per la Ross ancora rispettivamente nel 1989 e nel 1984.
Nel 2003 l'album venne ristampato con in aggiunta i mix originali realizzati dagli Chic.
La celebre copertina è uno scatto del fotografo Francesco Scavullo.

## Tracce
Tutte le tracce sono di Bernard Edwards e Nile Rodgers.
Lato A
1. Upside Down – 4:05
2. Tenderness – 3:52
3. Friend to Friend – 3:19
4. I'm Coming Out – 5:23

Lato B
1. Have Fun (Again) – 5:57
2. My Old Piano – 3:55
3. Now That You're Gone – 3:59
4. Give Up – 3:45